# Remasellus parvus
Remasellus parvus is een pissebed uit de familie Asellidae. De wetenschappelijke naam van de soort is voor het eerst geldig gepubliceerd in 1964 door Steeves.